# Стефан Діон
Стефан Моріс Діон (нар. 28 вересня 1955) — канадський дипломат, політолог та колишній політик, який був послом Канади в Німеччині та спеціальним посланцем Європейського Союзу з травня 2017 року. Діон був міністром закордонних справ при Прем'єр-міністрі Джастіні Трюдо з 2015 року, допоки він не був переміщений з Кабміну 2017 року. Він також був лідером Ліберальної партії Канади та лідером опозиції в Палаті громад з 2006 по 2008 рік.
Діон був членом парламенту Монреаля на прогулянці Сен-Лоран-Картьєрвілл з 1996 по 2017 рік. Стефан був вибраний прем'єр-міністром Жаном Кретьєном у 1996 році на посаду Міністра у справах міжурядових питань після референдуму з питань суверенітету Квебеку(1995 р.). Він створив довідковий запит до Верховного суду Канади, підготував Запит про повторне відділення Квебеку та його Закон про чіткість, в якому були викладені керівні принципи для подальших референдумів. Діон відповідав за імплементацію Кіотського протоколу як міністра навколишнього середовища. Стефан був вибраний Міністром закордонних справ після того, як ліберали виграли вибори 2015 року.
До вступу в політику Діон був професором політології в Університеті Монреаля, дослідження якого зосереджувалося на канадському федералізмі та державній адміністрації. Він часто писав і виступав проти руху суверенітету Квебеку.

## Життєпис

### Ранній період й академічна кар'єра
Діон народився в місті Квебек і був другим з п'яти дітей. Його мати, Деніз Корманн, народилася в Парижі (Франція) і була агентом з нерухомості, а батько Леон Діон був академіком у Квебеці. Діон був вихований у скромному будинку в Сіллері, Квебек.
Стефан вивчав політологію в Університеті Лаваль у відділенні, заснованому його батьком. Саме там він зустрів свою майбутню дружину, Джанін Крієр, однокурсник у тій же програмі. Він отримав ступінь бакалавра та магістра в 1977 та 1979 роках (магістерська дисертація представляла аналіз еволюції виборчих стратегій партії Квебек). Згодом він разом з Джанін виїхав у Францію.

Діон був пов'язаний з рухом суверенітету, спочатку як підліток, який відвідує коледж єзуїтів у м. Квебек, а пізніше як студент університету, який проводив кампанію кандидата партії «Квебек» Луїза Беудойн на виборах 1976 року. Пан Діон описав свій досвід наступним чином:
Оскільки партія була там … Я хотів кинути виклик моєму батькові … дорога до дорослої дорослі іноді полягає в тому, щоб сказати протилежне своєму батькові. Кожного вечора я б випробувати новий аргумент, який я чув на сепаратистській мережі, і мій батько знімав його … Мій батько дуже спокійно і дуже шанобливо відкинув мене, не ображаючи мене.
Діон заявив, що його причетність до «активістської сепаратистської справи» закінчилася під час п'ятигодинної дискусію з федералістським господарством, коли він йшов від дверей до дверей до PQ, але він не відкрито підтримував федералізм до значно пізніших часів. У період референдуму 1980-го його почуття були нейтральними. За його словами, «ні» перемога залишила його «ні рухатися, ні обурення». Сказати правду, я не відчував особливих почуттів ".
Діон провів чотири роки в Парижі, де жив з Джаніною та вивчав державну адміністрацію під опікою видатного соціолога Мішеля Крозьє. Професор Дені Св. Мартін, колишній колега з університету Монреаля, пізніше зауважив: "… його бачення Канади дуже вплинуло на його погляди на політику та суспільство Франції — дуже декартово, дуже прояснення … . «. Після отримання звання доктора наук з соціології в Інституті політичних наук в Парижі (широко відомий як Science Po), Діон недовго працював асистентом в університеті в Монктоні в 1984 році, перш ніж перейти до університету Монреаль, щоб зайняти посаду доцента. Діон викладав у університеті Монреаля з 1984 по січень 1996 року, спеціалізувався на вивченні державного управління та організаційного аналізу та теорії, а також був гостем в Інституті Брукінгса у Вашингтоні, штат Колорадо, під час творчої відпустки в 1990—1991 роках

Після невдачі на Мічській угоді в 1990 році Діон керував своїм інтелектуальним запитом щодо аналізу націоналізму Квебеку. Його вирішальне перетворення на федералізм, як його пізніше розповів журналіст Мішель Вастел, стався під час підготовки до презентації у Вашингтоні:
Я сів у своєму комп'ютері о 11 годині, і в полудень у мене був текст, який був настільки цікавим, що американці хотіли його опублікувати. У той день я зрозумів, що я справді федераліст.
У цей період рух суверенітету почав просувати ідею про те, що федералізм був неефективним для Квебеку через дублювання та дублювання двох рівнів влади. Експерт у сфері державного управління Діон вийшов як ключова фігура публічно критикуючи цю аргументацію. Його поява в Le Point, телевізійній програмі телевізійної передачі „Радіо-Канада“, привернула його до відома Аліни Кретьєн, яка в наступні дні після поразки референдуму закликала свого чоловіка, прем'єр-міністра Жана Кретьєна, зателефонувати йому
Між 1987 і 1995 рр. Діон опублікував ряд книг і статей з політології, державного управління та управління. У 1999 році під назвою „Пряма розмова“ (Le pari de la franchise) була видана збірка виступів та творів Діона про канадське єдність. Діон також був привітальним науковим співробітником Паризької лабораторії економіки Парижу (1994—1995 рр.), Співредактором Канадського журналу політичних наук з 1990 по 1993 рр., а також науковим співробітником Канадського центру розвитку менеджменту (нині частиною Канадської школи державної служби) з 1990 по 1991 рік.
У квітні 1986 року Стефан Діон одружився з Джаніною Крієр, а пізніше цього ж року вони поїхали в Перу, щоб удочерити свою єдину дитину Жанну.

### Міністр міжурядових справ
Напередодні виборів на початку 1996 року прем'єр-міністр Жан Кретьєн призначив у Кабмін двох нових „зірок-кандидатів“ з Квебеку — Стефана Діона та П'єра Петтігрю. 25 січня 1996 року Діон був призначений міністром у міждержавних справ, Петтігрю був призначений міністром міжнародного співробітництва, і обидва були приведені в привілей Таємної Ради королеви Канади.
Крітіен відчував себе в безпеці при призначенні Діона до кабінету, оскільки Діону було призначено керувати в Сен-Лоран-Картьєрвіллі, другому найнебезпечнішому ліберальному проїзді в Квебеці. На 25-березневих позачергових виборах він був безсумнівно обраний. Діон брав участь у загальних виборах 1997 року і знову переобраний на виборах 2000, 2004, 2006, 2008, 2011 та 2015 років.
Діон продовжував служити міністром у міжурядових справ до кінця міністерства Жана Кретьєна, тобто до 12 грудня 2003 року.

### Ясність питання референдуму
До його обов'язків, як міністра з питань міжурядових справ Жана Кретьєна, Діону було поставлено завдання суперечити аргументам руху суверенітету Квебек набагато енергійніше, ніж у період до референдуму. Народ Квебек проголосував проти варіанту суверенітету (50,58 % до 49,42 %). Багато федералістів в Оттаві були вилучені з охорони за результатами, і вважали, що результати референдуму не матимуть юридичного статусу відповідно до канадського законодавства. Найсильніші скарги стосувалися передбачуваної невизначеності питання 1995 року, і Квебек подав закон, що залишає за собою право Національних зборів оголосити незалежність в односторонньому порядку, якщо конституційні переговори з урядом Канади не відбулись.

### Відповідь Верховного суду про відокремлення Квебеку
30 вересня 1996 року Діон подав три запитання до Верховного суду Канади, що становлять посилання на рішення Верховного Суду щодо відділення Квебека:
1. Відповідно до Конституції Канади, чи може Національна асамблея, законодавча влада або уряд Квебеку вплинути на відділення Квебеку від Канади в односторонньому порядку?
2. Чи міжнародне право надає Національним зборам, законодавчим органам або уряду Квебеку право здійснювати відділення Квебеку з Канади в односторонньому порядку? У зв'язку з цим, чи існує право на самовизначення в рамках міжнародного права, яке дало б Національним зборам, парламенту чи уряду Квебеку право здійснити відокремлення Квебеку від Канади в односторонньому порядку?
3. У разі виникнення конфлікту між національним та міжнародним правом на право Національних зборів, законодавчої влади чи уряду Квебеку в односторонньому порядку здійснювати відділення Квебеку від Канади, яке матиме перевагу в Канаді?

Щойно ці питання були оприлюднені, обидві сторони Національної Асамблеї, блоку Квебеків та численні федералісти засудили жест Оттави. Закон про дотримання основних прав і прерогатив населення Квебека та держави Квебек був прийнятий у Національному зборі Квебеку урядом партії Квебек через два дні після того, як в Канадському палаті громадських організацій було прийнято Закон про чіткість.
20 серпня 1998 року Верховний Суд відповів, дійшов висновку, що Квебек не має права в односторонньому порядку відокремитись під канадським чи міжнародним правом. Однак, федеральний уряд повинен був би вступити в переговори з урядом Квебеку, якщо народ Квебеку висловив чітку волю до відокремлення. Він підтвердив, що канадський парламент мав право визначити, чи є питання референдуму достатньо ясним, щоб викликати такі переговори. Канадська конституція залишатиметься чинною до тих пір, поки не буде прийнято всі зацікавлені сторони, і ці умови повинні дотримуватися принципів демократії, меншин та прав особистості, як це зазначено в канадській конституції.
Як уряд Квебеку, так і уряд Канади публічно заявили, що вони дуже задоволені думкою Верховного суду, в якій зазначено, що Квебек не може юридично виділитись від Канади і парламент Канади буде мати „політичний обов'язок“ вступити в переговори з Квебеком у тому випадку, якщо явна більшість її населення буде голосувати за незалежність.

### Три листи
Послання Верховного Суду розпочало публічні дебати між Діон та членами уряду партії Квебек у відкритих листах, опублікованих у пресі. За відкритим листом Люсьєна Бушара, Прем'єр-міністру Нью-Брансвіку, Франку Маккенну в 1997 році, захищаючи законність одностороннього відокремлення, Діон написав першу з трьох відкритих листів лідерам руху суверенітету. Діон кинув виклик трьом твердженням, які Бушар зробив: одностороння декларація про незалежність підтверджується міжнародним правом; що більшість „50% плюс один“ були достатнім поріг для відокремлення; і це міжнародне право захистить територіальну цілісність Квебеку після відокремлення. Проти першого твердження Діон стверджував, що переважна більшість експертів з міжнародного права „вважають, що право заявити про відокремлення в односторонньому порядку не належить до суб'єктів демократичної держави, такої як Канада“. Що стосується простого аргументу більшості, Діон стверджував, що через значні зміни в житті Квебека, які виникнуть в результаті відокремлення, проста більшість, яка може зникнути перед труднощами, була б недостатньою для забезпечення політичної легітимності суверенітетського проекту. Що стосується територіальної цілісності Квебеку, Діон заявляє, що „немає міжнародного права, який захищає територію Квебеку, але не Канаду“. Міжнародний досвід показує, що межі суб'єкта, що прагнуть до незалежності, можуть бути поставлені під сумнів, іноді з причин, що ґрунтуються на демократії».
Другий відкритий лист Діона з міністром міждержавних відносин Квебека Жаком Бразардом відбувся 19 листопада 1997 року. Діон розширив свої попередні аргументи проти територіальної цілісності Квебеку після відділення, підкреслюючи невідповідність аргументу про те, що Канада ділиться, але Квебеку ні. По-друге, Діон підкреслив, що без визнання урядом Канади і коли протистоять сильна меншість громадян, одностороннє декларування незалежності створює великі труднощі у міжнародному визнанні.
Третій відкритий лист Діона прем'єр-міністру Люсьєн Бушар прибув 25 серпня 1998 року, незабаром після рішення Верховного суду про відокремлення. Він критикував прем'єру Квебеку за прийняття деяких аспектів постанови (наприклад, політичне зобов'язання уряду Канади вести переговори про відділення після чіткого вираження волі з боку населення Квебеку), а не з інших розділів постанови (таких як потреба для чіткої більшості з чіткого питання та неконституційності односторонньої декларації про незалежність). Що стосується постанови, то Діон висуває три претензії: федеральний уряд відіграє роль у виборі питання та рівня підтримки, необхідної йому, відокремлення може бути досягнуте лише шляхом переговорів, а не "односторонньої декларації про незалежність ", і що умови переговорів не могли бути вирішене виключно урядом Квебеку.

### Перша міжнародна конференція з федералізму
Діон організував Першу Міжнародну конференцію з федералізму в Монте Тремблан у жовтні 1999 року для сприяння міжнародній підтримці причин федералізму в Канаді. Суверенні лідери Квебеку отримали виняткову роль у конференції та використовували свій час для засудження канадського федералізму міжнародній аудиторії з великою люттю свого федераліста. Але погляди Діона набирали обертів у заключній промові президента Сполучених Штатів Білла Клінтона. Клінтон, схоже, повторив згадування Верховного Суду, попередивши, що "коли люди вважають, що вони повинні бути незалежним, щоб мати значуще політичне існування, треба висувати серйозні питання … Чи права меншин та права більшості шанують ? " чи будемо ми працювати з нашими сусідами? "Клінтон стверджував, що федералізм дозволяє народам, які шукають визнання своєї ідентичності, робити це без ізоляції себе в національну державу. Промова вимагала відреагувати на будь-які сумніви щодо позиції США щодо легітимності та бажаності одностороннього відокремлення у Квебеці.

### Закон про чіткість
Довідка Верховного суду та три листи стали підставою для Закон про чіткість (законопроект С-20), поданий Діоном до Палати громад 13 грудня 1999 року. Законодавство встановило умови, згідно з якими уряд Канади розпочне переговори, які могли б призвести до відокремлення після голосування однієї з провінцій. Вона передбачала, що для ведення переговорів про відокремлення референдум про незалежність у даній провінції повинен мати «чітко» (згідно з рішенням палати громад Канади) сформульоване питання виборців з точки зору незалежності, і що результат має бути «явною більшістю» на користь, а не «50% плюс одна» більшість. Було прийнято в Будинку 15 березня 2000 року.
Закон про чіткість підтримали Партія лібералів та реформ у парламенті. Більшість в НДПР підтримали це. Прогресивна консервативна партія, очолювана Джо Кларком, також виступила проти цього закону. Закон було більш запекло засуджено всіма провінційними партіями в Національній Асамблеї Квебеку, блоку Квебеків та багатьох федералістах Квебеку. Після прийняття парламентом відкритого листа, що підтверджує право Квебека на самовизначення, було опубліковано та підписано численними інтелектуалами з Квебеку та інших частин Канади. Вільям Джонсон, лідер найбільшої групи прав англомовних прав у Квебеку, Альянс Квебек, заявив, що цей закон не дозволить сувереністантам дезінформувати тему «відокремлення».
Рішуче протистояння Діона суверенітетським квебековим претензіям мав бажаний ефект: підтримка суверенітету — асоціація знизилася до 24 % у жовтні 1999 р. після посилання Верховного суду. Жан Кретьєн називає цей акт одним з його найбільших досягнень як прем'єр-міністра. Нападки на Закон також були спрямовані на Діона особисто в Квебек під сприйняттям того, що він підірвав фундаментальні демократичні права на самовизначення. Кар'єр-терапевт Ла Пресс Серж Чаплео почав зображати Діона як пацюка, а лідер партії Квебеків Бернард Лендрі назвав Діона «найбільш ненависним політиком в історії Квебеку».

### Погляди на федералізм
Діона часто описують в Квебеку як централізованого трюдо, завдяки його сильному захисту канадського федералізму та суворими аргументами проти суверенітетів Квебеку. Проте його позиція щодо федералізму має багато нюансів. Було б найбільш точно описати його як федерального автономіста. Хоча Діон підтримує співпрацю, гнучкість та взаємозалежність у канадській федерації, він однозначно заперечує проти вторгнення в юрисдикцію, зазначаючи
Конституція повинна бути дотримана. Ми маємо відмовитися від надто зручного виправдання того, що така урядова ініціатива відповідає потребам, що надто актуальні для того, щоб бути усунені питаннями «юрисдикції». Порушення юрисдикції створює плутанину, яка шкодить якості державної політики.
Позиція Діона щодо прав провінцій — це не лише результат поваги до Конституції Канади, а й стратегія запобігання «спільній пастці рішень», в якій спроможність уряду діяти обмежується потребою у схваленні від інших Установчих урядів.

Діон оскаржив політичну концентрацію у розподілі повноважень між федеральними та провінційними урядами, стверджуючи, що:
Особистість, а не поділ влади, є джерелом проблеми єдності. Франкофонські Квебекери хочуть запевнити, що їх мова та культура можуть процвітати за підтримки інших канадців. Вони хочуть відчувати, що їхня мова та культура розглядаються іншими канадцями як важливий актив, а не тягар. Вони хочуть запевнити, що вони можуть бути як Квебекамі, так і канадцями, і що їм не потрібно вибирати між Квебеком та Канадою.
У тому ж дусі Діон був планувальником Рамкової угоди про Соціальний союз 1999 року, який, за словами журналіста rabble.ca, Дункана Камерона, обмежив національну юрисдикцію витрат. Діон описав законопроект Квебека 101 як «чудовий закон».

### Запит Гомера та вибори 2004 року
Діон мав помітну роль в адміністрації Кретьєна під час спонсорського скандалу, і його посада міністра національного єдності (неофіційний термін для міністра міжурядових справ) зробила його особливим інтересом для наступної комісії з розслідування в програму спонсорства та рекламної діяльності (Комісія Гомера). Він заявив перед Комісією Гомера, що хоча в середині 2001 року він знав про непропорційно великий відсоток спонсорських коштів, що йдуть до Квебеку, він ніколи не буде безпосередньо залучений до управління програмою. Насправді, Діон критикував програму в кабінеті, і відкрито сумнівався, що це зробить багато для того, щоб ухилити Квебекців від суверенітету. Поряд з більшістю інших міністрів у кабінеті Крітіен, Діон був позбавлений будь-якої відповідальності у цій справі в доповіді першого етапу Комісії Гомера:
"На підставі даних немає ніяких підстав для віднесення провини або відповідальності будь-якому іншому міністру Крітіенського кабінету (за винятком Жана Кретьєна та Альфонсо Гагліано), оскільки вони, як і всі члени парламенту, не були поінформовані про ініціативи, що були уповноважені паном Жаном Пеллетеєм та їхнє фінансування з резерву Єдності "
На початку 2007 року, після перемоги керівництва Ліберальної партії, Діон запропонував, що можливо заборонити Марку-Івану Котту приєднюватись до партії, було надмірним покаранням за участь Котта в скандалі. Пізніше він уточнив свої зауваження, заявивши, що не буде вживати жодних заходів для відновлення членства партії Котте і що, можливо, це не відбудеться. Діон також захищає Жана Пелетьєра, кажучи, що колишній мер міста Квебека «добре служив країні протягом десятиліть».
Після прийняття Пола Мартіна на посаду прем'єр-міністра, Діон був звільнений з Кабінету Міністрів як частина спільних зусиль, спрямованих на відокремлення нового ліберального уряду від вихідної адміністрації Крітіена. Його також критикував Жан Лапієр, Мартіновий новий лейтенант Квебек. Лап'єр був націоналістом у Квебеку і засновником блоку Квебеків, і його погляди на міжурядові відносини значно відрізнялися від Діонових. На одному з етапів на шляху до виборів 2004 р. Лайєр описував Закон про чіткість Діону як «марне», і, хоча Манітобський прем'єр-міністр Гері Дуер заявив, що законодавство «надзвичайно популярне» в Західній Канаді, Мартін відстоював Лайєрре, заявивши, що цей закон має мале значення під його керівництвом. Непідтверджений звіт КВТ у 2004 році стверджував, що організатори Мартіна планують виклик номінації на керівництво на Діона.
На час проведення червневих виборів 2004 року Ліберальна підтримка значно скоротилася, особливо в Квебекі, де різні члени були залучені до спонсорського скандалу. Ліберальна кампанія дещо змінилася в останніх днях, проте ліберали все ж таки скорочувались до уряду меншості через частку їх поразки в Квебеку під рукою блоку Квебеків.

### Міністр навколишнього середовища
20 липня 2004 року Пол Мартін призначив Діона міністром охорони навколишнього середовища. Діон захищав «нову індустріальну революцію», орієнтовану на «екологічно стійкі технології та продукти», і він намагався розвивати спільні стосунки з великим бізнесом, а не конфронтаційним. Його перша промова перед Торгово-промисловою палатою в Калгарі ілюструє, наскільки він готовий дотримуватися: "Калгарі є одним з найбільш вражаючих економічних двигунів Канади … Альберта може незабаром стати другою за величиною юрисдикцією нафтовиків на Землі, позаду Саудівської Аравії Арабія. Це величезне благословення для Канади. " У жовтні 2005 року Діон призначив головного виконавчого директора з питань нафти та газу Аллана Амея, щоб очолити чистий фонд уряду на 1 мільярд доларів, найбільший елемент у стратегії реалізації Діона в Кіото.
Міністерство Діона відмовилося захищати Sakinaw and Cultus sockeye salmon під Закон про види при ризику, оскільки воно може «коштувати» sockeye рибній промисловості у розмірі 125 мільйонів доларів у втраченому доході до 2008 року ". Це призвело до деякої критики з боку екологів.
Діон заслужив високу оцінку роботі, яку він очолив на саміті з питань зміни клімату (COP 11 / MOP 1) в Монреалі в 2005 році. Пізніше, коли рекорд Діона як міністра охорони навколишнього середовища, був під наглядом у кампанії ліберального керівництва Sierra Club of Canada, колишній керівник партії Елізабет Маї нарешті виступила на його захист, назвавши його «дуже добрим» міністром навколишнього довкілля.
Уряд не зробив значного прогресу в напрямку скорочення викидів парникових газів Канади в період короткого терміну дії Діона. У квітні 2005 року Діон представила свій «Проект Грін» для боротьби зі зміною клімату, однак програма була негайно критикована деякими екологічними групами за те, що вона занадто «боязка», і за брак значущих правил. Джоанне Глінас, комісар з питань навколишнього середовища Канади, піддав критиці управління морськими територіями та національними парками уряду, а також зусиллями щодо забезпечення безпеки питної води.

У лютому 2006 року, після того, як ліберали були переможені, а консерватори перейшли до уряду, Діон зазначив, що Канада, швидше за все, не зможе досягти своїх цілей в рамках Кіотського протоколу. Тим не менш, він стверджував, що цього не вистачає:
"Всі говорять про мету, цілі … Але … це більше, ніж досягти мети — це зміна економіки: це ресурсоємність, енергоефективність, коли ми знаємо, що енергетика стане наступною кризою для економіки світу … Всі мої міністерства будуть зеленими. Може бути, я буду створювати один відділ промисловості та навколишнього середовища — відділ стійкості. Це не зобов'язання, але якщо ви хочете змінити свій розум, вам доведеться змінити структурау…. ".

### Кандидат від ліберального керівництва
Стефан Діон оголосив свою кандидатуру 7 квітня, в день офіційного початку ліберальної гонки з лідерства. Його керівну кампанію назвали «тристороннім підходом». Цей підхід був зосереджений на соціальній справедливості, економічному процвітання та екологічній стійкості, а також стверджував, що комбінація цих стовпів приведе Канаду до 21-го століття. Він сказав, що його кампанія буде зосереджена на сталому розвитку економіки та створення «гіперзвитливої» канадської робочої сили, щоб конкурувати з Китаєм.
Діон був найменшою фігурою під час більшості гонки лідерів, більшість засобів масової інформації та політична увага зосереджені на двох найвизначніших членах гонки, Майклу Ігнатьєву та колишньому прем'єр-міністрові Нової Демократичної партії Онтаріо Бобу Ра. Лідер федерального НДП Джек Лейтон назвав Діона «принциповою та переконаною людиною, і тому майже нічим не визнається, щоб бути обраним лідером Ліберальної партії». За більшу частину кампанії передній бік Ігнатьєва мав сильну підтримку в будинку Діона, провінція Квебек. Рівень підтримки Діону був подібний до колишнього міністра Кабінету міністрів штату Онтаріо Джерарда Кеннеді, обидва кандидата перебувають у віддаленому третій / четвертому місці, хоча і все ще значно вищі, ніж інші чотири учасники лідерства.
2 грудня 2006 року на з'їзді керівництва ліберальної партії Діон посів третє місце після першого голосування, набравши 17,8 % делегатів. Після другого голосування Джерард Кеннеді кинув свою підтримку за Діоном. Раніше двоє лідерів-претендентів нібито зазнали пакту, в якому перший виборчий бюлетень передав підтримку іншим. Коли були оприлюднені підсумки третього голосування, Діон провів вузьке лідерство з 37 %, а за ним близько Михайло Ігнатьєв — 34,5 %. Боб Ра, який займав лише 28,5 %, звільнив своїх делегатів, багато з яких підтримали Діона, а також колишні кандидати від керівництва Кен Драйден та Джо Вольпе. На четвертому виборчому бюлетені Діон здобув 54,7 % голосів і був визнаний 11-м лідером Ліберальної партії Канади.